# Acrocladium draytonii
Acrocladium draytonii là một loài rêu trong họ Amblystegiaceae. Loài này được Sull. Broth. mô tả khoa học đầu tiên năm 1906.